# Tutti Frutti (banda)
Tutti Frutti é uma banda brasileira de rock, formada no início dos anos 70 por músicos do bairro da Pompeia, em São Paulo. Entre 1973 e 1978 - liderada pelo guitarrista Luis Sérgio Carlini, a banda foi o grupo de apoio de Rita Lee, após a saída da cantora dos Mutantes. Com ela tornaram-se um dos grandes nomes do rock brasileiro na década de 70 e gravaram 4 álbuns de estúdio - Atrás do Porto Tem uma Cidade, Fruto Proibido, Entradas e Bandeiras e Babilônia, 2 álbuns ao vivo - Hollywood Rock e Refestança, em parceria com Gilberto Gil, e várias músicas de sucesso nacional, como "Mamãe Natureza", "Agora Só Falta Você", "Esse Tal de Roque Enrow", "Luz del Fuego", "Ovelha Negra", "Corista de Rock", "Miss Brasil 2000" e "Jardins da Babilônia". No final de 1978, Carlini levaria consigo o nome da banda, recrutando novos integrantes, como o vocalista Simbas, e lançariam, ainda, mais 1 álbum de estúdio: Você Sabe Qual o Melhor Remédio. Com a fraca recepção do novo disco, o grupo encerraria suas atividades em 1981. Em 1997, volta com nova formação, trazendo Carlini e Franklin Paolillo de sua formação mais conhecida, além da vocalista Helena Theodorellos. Com esta formação apresentariam-se até 2008, quando a vocalista sai do grupo. Então, com a entrada da vocalista Sol Ribeiro, o grupo continua se apresentando até os dias de hoje.

## História

### Formação da banda e Rita Lee
Tudo começou em 1971, no bairro da Pompeia, na capital paulista. Três amigos de origem italiana, o guitarrista Luis Sérgio Carlini, o baixista Lee Marcucci e o baterista Emilson Colantonio, formaram uma banda para tocar rock chamada Coqueiro Verde. No ano seguinte, após alguns shows em pequenas casas noturnas e, também, devido a influência das substâncias químicas bastante em voga na época (como o ácido lisérgico), a banda trocaria seu nome para Lisergia. Tocando na noite paulistana, e com Carlini já sendo notado pela sua qualidade como guitarrista, acabaram sendo vistos por Rita Lee, em julho de 1973. Rita havia deixado Os Mutantes em outubro de 1972 e tinha montado uma dupla feminina com Lúcia Turnbull, o Cilibrinas do Éden, e a primeira apresentação da dupla acabou sendo no primeiro dia do festival Phono 73. Por um acaso, sua apresentação acabou ocorrendo logo antes da apresentação dos Mutantes. Com a recepção fria do público ao seu projeto acústico, Rita Lee decidiu que precisava de um grupo de rock para acompanhá-las. A "descoberta" da banda por Rita acabou levando a um convite para que eles passassem a ser a banda de apoio dela. Entretanto, apesar de ter gostado da banda, Rita não gostava do nome. A busca por um novo nome para a banda acabou tendo fim quando Rita e sua empresária Mônica Lisboa montaram um show, que ficaria em cartaz no Teatro Ruth Escobar, em São Paulo, de 15 de agosto até 16 de setembro de 1973, para o lançamento da nova carreira da cantora. O nome do show era Tutti Frutti, porque contava com toda uma parafernália que era usada durante o show: projeção de slides, super-8, luzes coloridas, etc. Assim, a banda foi rebatizada como Tutti Frutti, tendo Carlini registrado o nome da banda como de sua propriedade.

### Atrás do porto
A banda começa a fazer shows com um repertório que inclui canções do projeto Cilibrinas repaginadas e canções novas compostas por Rita, Lúcia e Carlini. Como a gravadora vetou a ideia de lançar um disco ao vivo a partir das músicas do espetáculo do Ruth Escobar, a banda grava em diversas datas durante 1973, entretanto, o material é vetado pela gravadora. Com raiva, Rita se juntaria a Tim Maia e, no final de 1973, destruiria o escritório de André Midani, então presidente da gravadora de ambos. Este disco seria lançado remasterizado de forma pirata no início de 2008 com o nome de Cilibrinas do Éden, embora as gravações sejam do Tutti Frutti, e não do projeto acústico de Rita e Lúcia. Com o veto ao álbum gravado, Rita e a banda entram em estúdio no início de 1974 e gravam novas músicas do que seria o primeiro álbum da banda. A gravadora não havia ficado contente com o trabalho do baterista no material vetado e, por isso, foram convocados Paulinho Braga e Mamão para fazer novas bases de bateria. Além disso, sem o conhecimento da banda, a gravadora alteraria completamente uma das canções do disco: "Menino Bonito" havia sido gravada com dois violões e as vozes de Rita e Lúcia; entretanto, a gravadora retirou a voz de Lúcia e acrescentou piano, cordas, baixo e bateria.
Em junho de 1974, é lançado pela gravadora Phonogram, através do selo Philips, o primeiro álbum de estúdio da banda, Atrás do Porto Tem uma Cidade, que traz o seu primeiro sucesso: "Mamãe Natureza". O disco é composto de rock's e hard rock's e não foi bem-recebido pela crítica especializada, apenas o trabalho de guitarra de Carlini sendo muito elogiado. Nos meses seguintes, a banda registra "Gente Fina É Outra Coisa" e "Bandido Corazón". A gravadora cogita o lançamento de um single com "Mamãe Natureza" e "Gente Fina É Outra Coisa", mas a ideia é abortada em agosto. Em janeiro de 1975, a banda se apresenta com sucesso no festival Hollywood Rock. Um falso álbum ao vivo é lançado pela gravadora Phonogram, através do selo Polydor, em março daquele ano. Mais tarde naquele ano, seria lançado também um documentário sobre o show, Ritmo Alucinante, de Marcelo França. No mesmo mês, a gravadora cogita novamente o lançamento de um compacto com "Gente Fina É Outra Coisa" e "Bandido Corazón". Novamente, a ideia é abortada. Esta sucessão de desistências da gravadora, bem como a remixagem de "Menino Bonito" e o lançamento de material sem a autorização da banda, levaram ao fim do contrato do grupo.

### Fruto proibido
Já em abril daquele ano, a banda conseguia um contrato com a gravadora Som Livre que dava a eles liberdade artística total. Mas, antes da gravação, a banda passa por reformulações: sai o baterista Emilson Colantonio e entra Franklin Paolillo; sai Lúcia Turnbull e entram os além dessa troca, entram os irmãos gêmeos Gilberto e Rubens Nardo (vocais); e entra Guilherme Bueno (teclados) - que só tocaria no disco, não aparecendo nem nas fotos. Com essa formação, a banda faz diversos ensaios na casa de Rita e em estúdios para aprontar os arranjos do disco. Assim, entram em estúdio já naquele mês para registrarem o seu próximo álbum, o primeiro pela nova gravadora. Fruto Proibido é lançado em junho daquele ano e, ajudado pelo lançamento de um compacto duplo que continha "Ovelha Negra", o álbum faz grande sucesso, vendendo mais de 150 mil cópias, puxado por aquela canção. O disco é considerado um clássico do rock nacional - a revista Rolling Stone Brasil elegeu-o o 16º melhor disco brasileiro de todos os tempos - tendo contado com a participação do multi-instrumentista Manito e rendido várias canções de sucesso, como "Agora Só Falta Você", "Esse Tal de Roque Enrow", em parceria com Paulo Coelho, e "Luz del Fuego". Para a turnê, o tecladista Paulo Maurício entraria no lugar de Guilherme Bueno, aparecendo já nas fotos do álbum.

### Melhor remédio
Em 1978, já com Roberto de Carvalho integrando a banda como tecladista, Carlini resolve deixar o grupo, insatisfeito com sua posição secundária na banda - ele era o autor de várias músicas com Rita - e leva consigo o nome, registrado por ele desde 1973, formando então um novo grupo com o mesmo nome, com o vocalista Simbas - ex-Casa das Máquinas, o baixista Renato Figueiredo e o baterista Juba Gurgel, enquanto seu parceiro e cofundador do Tutti Frutti, Lee Marcucci, continuou com Rita.
A nova banda continuou com shows e um novo disco próprio da gravadora Capitol, que, demorando a ser lançado, graças a uma música censurada e que a banda queria que constasse dele de qualquer maneira, não fez sucesso. A banda terminou no começo dos anos 80.

### Volta no final dos anos 1990
Em 1997, retornaram aos palcos com a cantora Helena Theodorellos - então casada com Carlini, Ronaldo Bebeuz nos teclados, o baixista Mr. Ruffino e Franklin Paolillo na bateria. Esta formação fez muito sucesso na noite paulistana e várias turnês pelo país, terminando em 2007 com a saída de Helena Theodorellos. Nos anos seguintes, a banda continuou na ativa com a cantora Sol Ribeiro, além de Roy Carlini - filho de Carlini - na guitarra e Johnny Boy, nos teclados. Em 2013, a banda sofreria nova mudança de formação com a morte de Mr. Ruffino. Assim, a banda continua com Marinho Testoni, nos teclados, e Geraldo Vieira, no baixo.

## Formação
Atualmente
- Sol Ribeiro: vocal
- Luis Sérgio Carlini: guitarras e vocais
- Roy Carlini: guitarras
- Marinho Testoni: teclados
- Geraldo Vieira: baixo
- Franklin Paolillo: bateria

## Discografia

### Álbuns de estúdio
| Ano  | Título                          | Gravadora                          | Observações                  |
| ---- | ------------------------------- | ---------------------------------- | ---------------------------- |
| 1974 | Atrás do Porto Tem uma Cidade   | Phonogram, através do selo Philips | como Rita Lee & Tutti Frutti |
| 1975 | Fruto Proibido                  | Som Livre                          | como Rita Lee & Tutti Frutti |
| 1976 | Entradas e Bandeiras            | Som Livre                          | como Rita Lee & Tutti Frutti |
| 1978 | Babilônia                       | Som Livre                          | como Rita Lee & Tutti Frutti |
| 1980 | Você Sabe Qual o Melhor Remédio | RCA                                | -                            |

### Álbuns ao vivo
| Ano  | Título         | Gravadora                          | Observações |
| ---- | -------------- | ---------------------------------- | --- |
| 1975 | Hollywood Rock | Phonogram, através do selo Philips | como Rita Lee & Tutti Frutti. Falso álbum ao vivo, lançado somente em LP, e dividido com Erasmo Carlos, O Peso e Raul Seixas |
| 1977 | Refestança     | Som Livre                          | como Rita Lee & Tutti Frutti. Álbum dividido com Gilberto Gil                                                                |

### Compactos simples
| Ano  | Título                             | Gravadora                      | Observações                  |
| ---- | ---------------------------------- | ------------------------------ | ---------------------------- |
| 1977 | Arrombou a Festa / Corista de Rock | Som Livre                      | como Rita Lee & Tutti Frutti |
| 1979 | Você / Oh! Suzete                  | Odeon, através do selo Capitol | -                            |

### Compactos duplos
| Ano  | Título                                                   | Gravadora | Observações                  |
| ---- | -------------------------------------------------------- | --------- | ---------------------------- |
| 1975 | Lá Vou Eu / Caçador de Aventuras / Status / Ovelha Negra | Som Livre | como Rita Lee & Tutti Frutti |

### Participações
| Ano  | Título | Gravadora | Observações                    |
| ---- | ------ | --------- | ------------------------------ |
| 1980 | Tibet  | RCA       | álbum da cantora de mesmo nome |

## Vídeografia
| Ano  | Título      | Gravadora     | Observações                                                                                |
| ---- | ----------- | ------------- | ------------------------------------------------------------------------------------------ |
| 2007 | Biograffiti | Biscoito Fino | Box com 3 DVD's de Rita Lee, sendo que a banda participa no primeiro disco, "Ovelha Negra" |